# Ledenik (Koska)
Ledenik falu Horvátországban, Eszék-Baranya megyében. Közigazgatásilag Koskához tartozik.

## Fekvése
Eszéktől légvonalban 33, közúton 39 km-re nyugatra, községközpontjától 5 km-re délnyugatra, Szlavónia középső részén, a Szlavóniai-síkságon, az Eszékről Nekcsére menő úttól délre fekszik.

## Története
A falut 1392-ben „Legene” néven említik először, amikor Kos várának tartozékaként a Kórógyi család birtoka lett. 1506-ben „Lodenyk”, 1507-ben pedig „Ledenyk” néven Szombathely várkastélyának tartozékai között említik. A török a környék településeivel együtt 1536 körül foglalta el. Lakossága valószínűleg elmenekült, mert a török források nem említik. Helye puszta volt egészen a 19. század elejéig. 1810 körül Óbeszterce és Zboró vidékéről szlovák telepesek érkeztek ide. Ugyanennek a telepes csapatnak a másik része érkezett ekkor a Szalatnok melletti Miljevci településre. Új lakói a települést először  Bistrijaraknak nevezték el. Mijo Bestić pogorácsi plébánosnak a plébánia historia domusában tett feljegyzése szerint a falu eredetileg a maitól mintegy 500 méterre délnyugatra, a mai Veljanska-erdő irányába esett, ahol a szántóföldön még 1958-ban is találtak tégladarabokat. Feljegyzi továbbá, hogy 1923-ban az erdő kivágásakor egy tölgyfa törzsében régi pénzekkel teli edényt találtak.
A második katonai felmérés térképén „Bistrijarak” néven található. Lipszky János 1808-ban Budán kiadott repertóriumában „Ledenik” néven szerepel. A településnek 1857-ben 209, 1910-ben 571 lakosa volt. Verőce vármegye Nekcsei járásának része volt. Az 1910-es népszámlálás adatai szerint lakosságának 39%-a horvát, 32%-a német, 28%-a szlovák anyanyelvű volt. Az első világháború után 1918-ban az új szerb-horvát-szlovén állam, majd később (1929-ben) Jugoszlávia része lett. A szlovák származású első bevándorlók többsége a második világháború után jobb munkát keresve elköltözött, helyükre a háború után horvát és szerb származású új lakosok vándorolnak be. A falu 1991-től a független Horvátországhoz tartozik. 1991-ben lakosságának 49%-a horvát, 43%-a szerb, 2%-a jugoszláv nemzetiségű volt. 2011-ben a falunak 189 lakosa volt.

## Lakossága
| Lakosság változása | Lakosság változása | Lakosság változása | Lakosság változása | Lakosság változása | Lakosság változása | Lakosság változása | Lakosság változása | Lakosság változása | Lakosság változása | Lakosság változása | Lakosság változása | Lakosság változása | Lakosság változása | Lakosság változása | Lakosság változása |
| ------------------ | ------------------ | ------------------ | ------------------ | ------------------ | ------------------ | ------------------ | ------------------ | ------------------ | ------------------ | ------------------ | ------------------ | ------------------ | ------------------ | ------------------ | ------------------ |
| 1857               | 1869               | 1880               | 1890               | 1900               | 1910               | 1921               | 1931               | 1948               | 1953               | 1961               | 1971               | 1981               | 1991               | 2001               | 2011               |
| 209                | 271                | 239                | 281                | 325                | 571                | 504                | 715                | 855                | 839                | 725                | 536                | 477                | 388                | 241                | 189                |

## Nevezetességei
A Szeplőtelen Fogantatás tiszteletére szentelt római katolikus temploma a pogorácsi Szent Miklós plébánia filiája.

## Oktatás
Az iskolaépület az 1990-es évek közepén épült. A koskai Ivana Brlić-Mažuranić általános iskola négy osztályos alsó tagozatos területi iskolája. A szomszédos Andrijevac tanulói is ide járnak.

## Egyesületek
A település önkéntes tűzoltóegyletét 1932-ben alapították.